# Ecojet
EcoJet (IATA: 8J, OACI: ECO y denominación: Ecojet) es una aerolínea boliviana de bajo costo con base en el Aeropuerto Internacional Jorge Wilstermann en Cochabamba. La aerolínea fue establecida el 21 de mayo de 2013 y opera vuelos regulares a 9 destinos nacionales. Su flota está compuesta por 4 aeronaves: tres Avro RJ85, un Avro RJ100, de origen británico y anteriormente un Boeing 737-300. 
EcoJet compite en el mercado doméstico con la aerolínea estatal Boliviana de Aviación y con TAMep perteneciente al ministerio de defensa y de la FAB. 

## Línea Aérea Ecojet S.A.

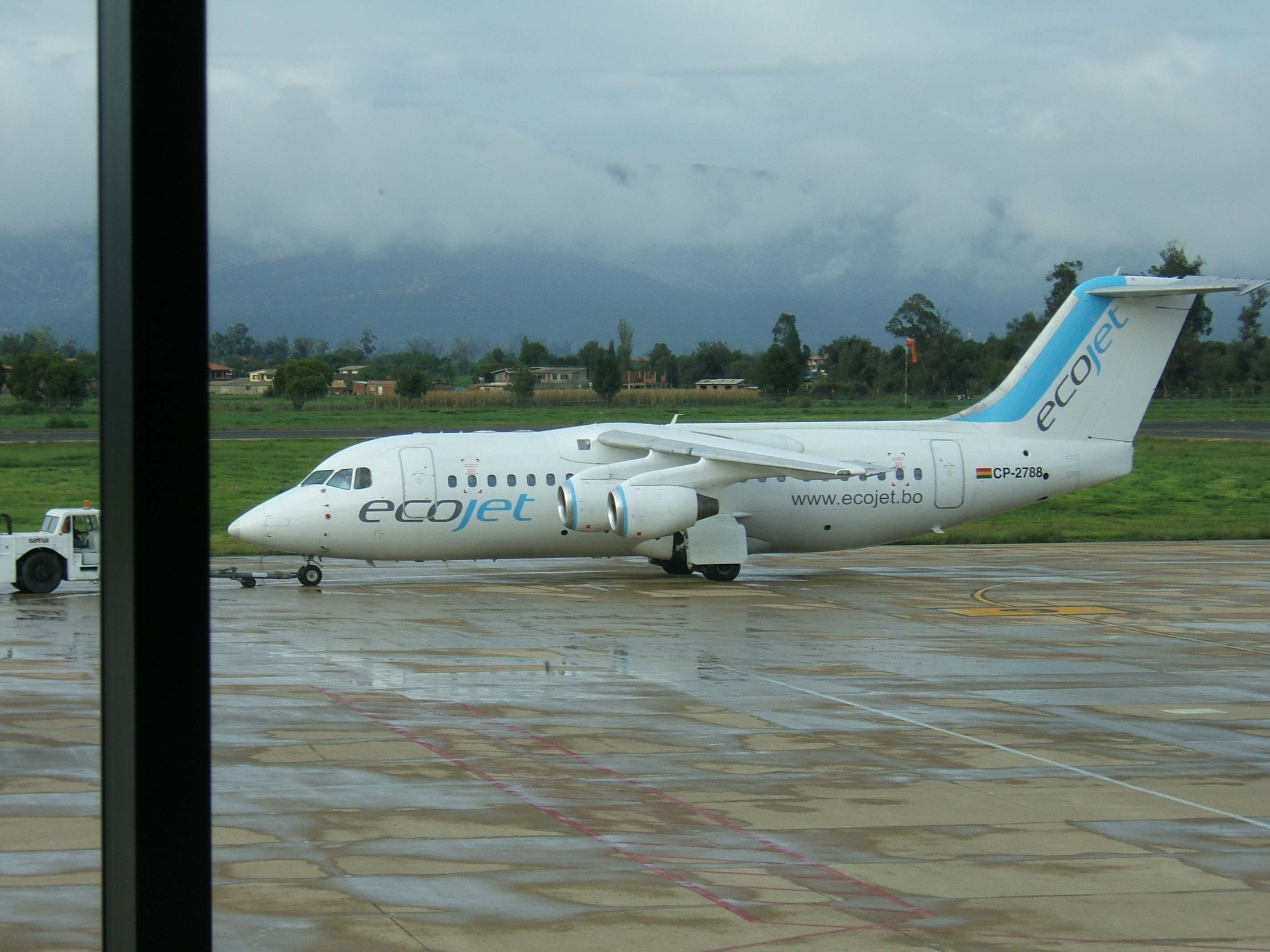
Un Avro RJ85 de Ecojet (CP-2788) aparcado en el Aeropuerto Internacional Jorge Wilstermann

Ecojet es una aerolínea boliviana con base en el Aeropuerto Internacional Jorge Wilstermann en Cochabamba, departamento de Cochabamba. Opera vuelos regulares dentro de Bolivia.
El logotipo de la aerolínea que acompaña la marca Ecojet corresponde a un colibrí.

## Antecedentes
Ecojet, cuya casa matriz se encuentra en la ciudad de Cochabamba, comenzó sus vuelos regulares en Bolivia un domingo 24 de noviembre de 2013 enlazando inicialmente su centro de operaciones, Cochabamba, con las ciudades de Sucre, Trinidad y Riberalta y desde estos puntos hacia Santa Cruz y La Paz.
Posteriormente entró a la segunda etapa de sus operaciones, incorporando su segunda nave Avro RJ85 conectando los puntos extremos del país, Cobija y Tarija, al eje troncal, enlazando las ciudades intermedias logrando así la integración nacional mediante el servicio de transporte de pasajeros y carga.
Ecojet tienen oficinas nueve ciudades: Santa Cruz de la Sierra, La Paz, Cochabamba, Sucre, Tarija, Trinidad, Rurrenabaque, Guayaramerín y Riberalta.

## Destinos
| Países  | Destinos                            | Aeropuertos                                      |
| ------- | ----------------------------------- | ------------------------------------------------ |
| Bolivia | Cochabamba, Cochabamba              | Aeropuerto Internacional Jorge Wilstermann (HUB) |
| Bolivia | Guayaramerín, Beni                  | Aeropuerto Capitán de Av. Emilio Beltrán         |
| Bolivia | La Paz, La Paz                      | Aeropuerto Internacional El Alto                 |
| Bolivia | Riberalta, Beni                     | Aeropuerto Capitán Av. Selin Zeitun López        |
| Bolivia | Rurrenabaque, Beni                  | Aeropuerto de Rurrenabaque                       |
| Bolivia | Santa Cruz de la Sierra, Santa Cruz | Aeropuerto Internacional Viru Viru               |
| Bolivia | Sucre, Chuquisaca                   | Aeropuerto Internacional de Alcantarí            |
| Bolivia | Trinidad, Beni                      | Aeropuerto Teniente Jorge Henrich Arauz          |
| Bolivia | Uyuni, Potosí                       | Aeropuerto Joya Andina                           |

## Flota

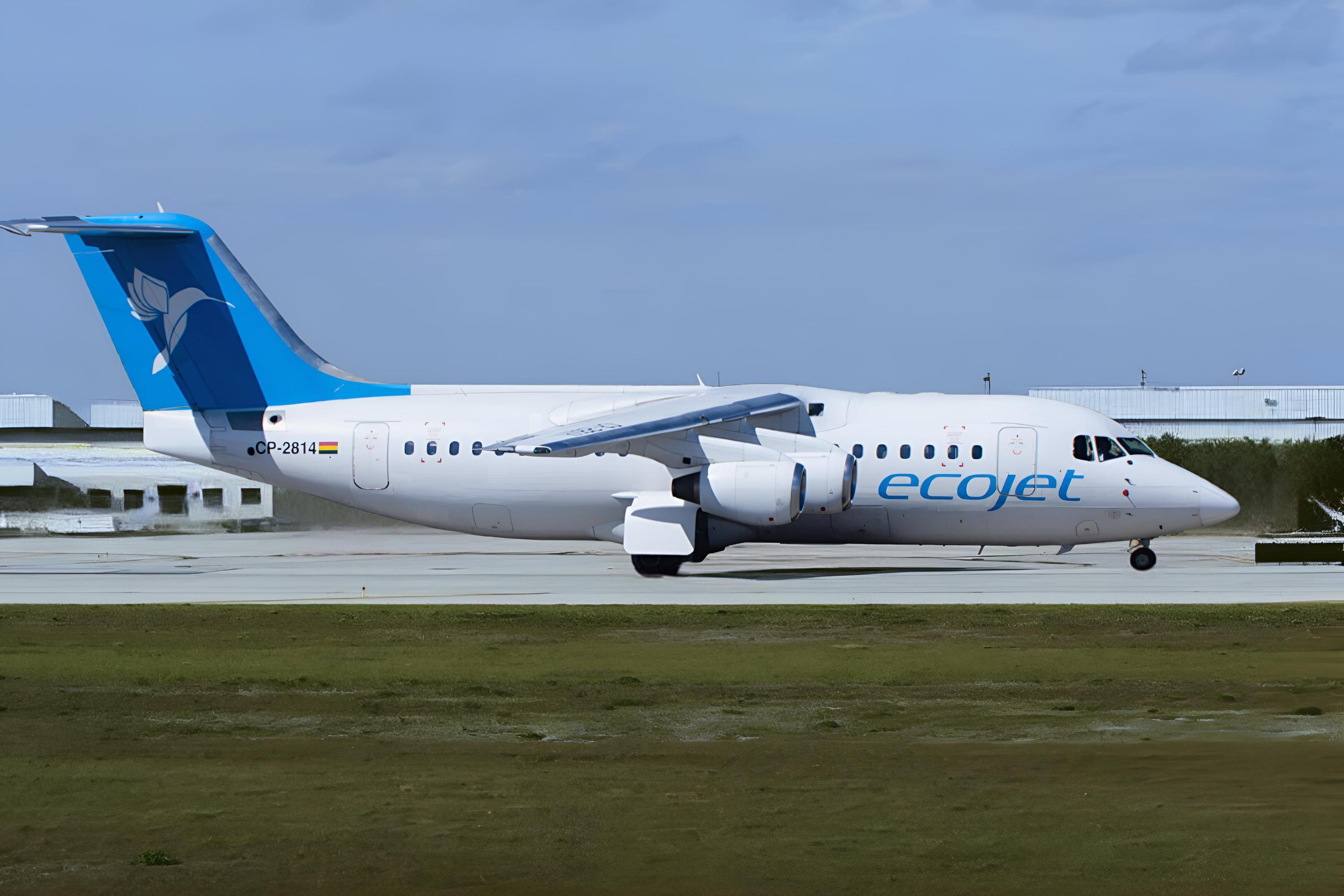
Un Avro RJ85 de Ecojet (CP-2814) en el Aeropuerto Internacional Viru Viru, Santa Cruz de la Sierra.

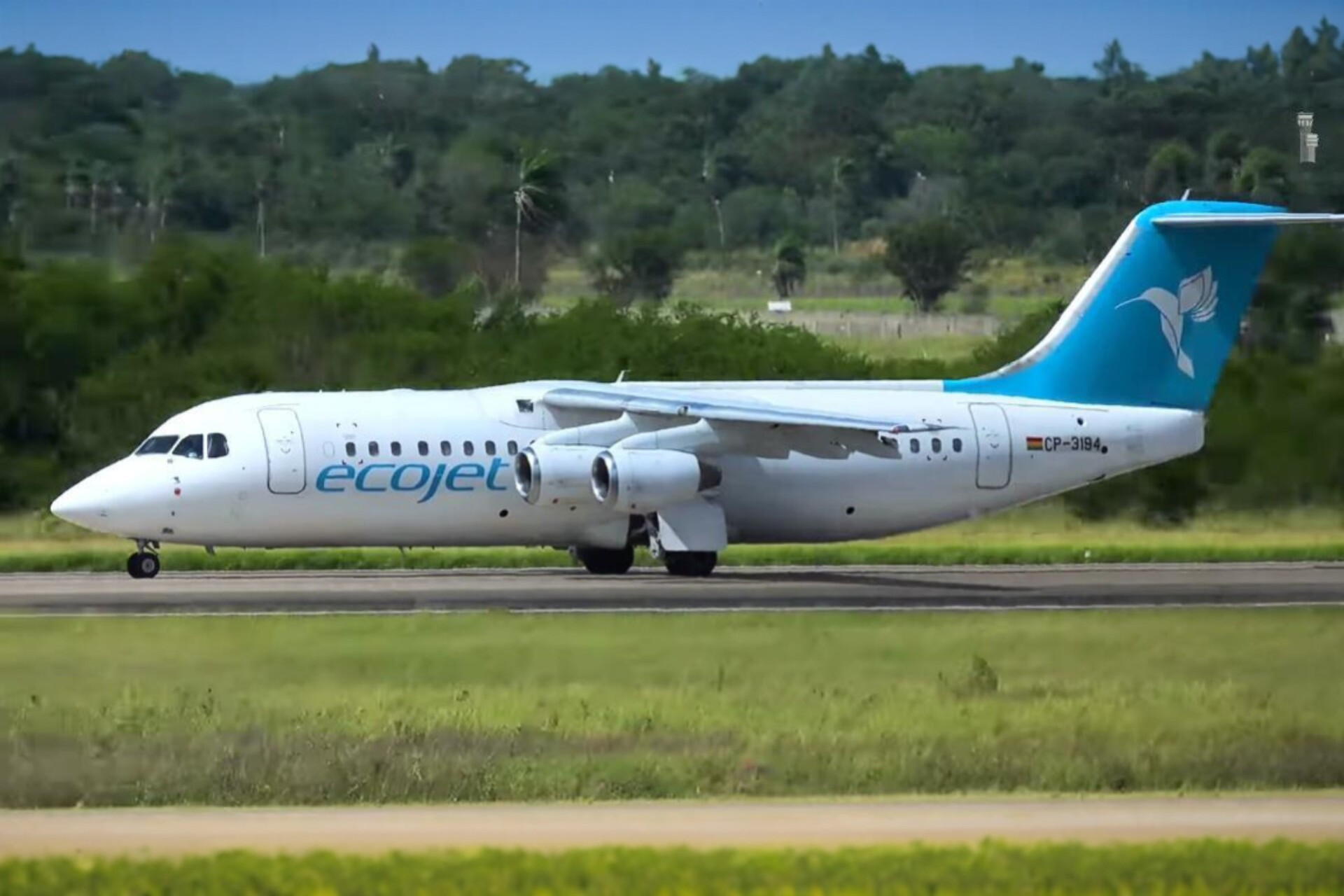
Un Avro RJ100 de Ecojet (CP-3194) en el Aeropuerto Internacional Viru Viru, Santa Cruz de la Sierra.

La flota de Ecojet está compuesta por las siguientes aeronaves: 
| Aeronaves  | En servicio | Pedidos | Pasajeros (clase única)                         | Matrículas                                      | Antigüedad                                      |
| ---------- | ----------- | ------- | ----------------------------------------------- | ----------------------------------------------- | ----------------------------------------------- |
| Avro RJ85  | 3           | —       | 93                                              | CP-2889                                         | 29 años                                         |
| Avro RJ85  | 3           | —       | 93                                              | CP-3082                                         | 27,7 años                                       |
| Avro RJ85  | 3           | —       | 93                                              | CP-2814                                         | 26,5 años                                       |
| Avro RJ100 | 1           | —       | 112                                             | CP-3194                                         | 24,7 años                                       |
| Total      | 4           | —       | Edad media de la flota (mayo de 2024): 27 años. | Edad media de la flota (mayo de 2024): 27 años. | Edad media de la flota (mayo de 2024): 27 años. |

## Flota histórica
| Aeronaves      | Total | Introducido | Retirado | Matrículas |
| -------------- | ----- | ----------- | -------- | ---------- |
| Boeing 737-300 | 1     | 2019        | 2021     | CP-3136    |

## Vuelos de altura
Para operar en aeropuertos de gran altura (hasta 14.000 pies), Ecojet cubrió los costos del fabricante inglés para la incorporación de un "KIT de ALTURA" en las aeronaves AVRO RJ85. De esta forma Ecojet está preparada para prestar tanto a Potosí y La Paz el servicio regular de transporte aéreo de pasajeros y carga dentro los parámetros de alta seguridad operacional. 
Las aeronaves de Ecojet cuentan con sistemas modernos de navegación y aproximación, con capacidades de realizar aproximaciones de alta precisión en todo tipo de aeropuertos, incluso con capacidad de realizar aterrizajes automatizados (AUTO LANDING) en aeropuertos categoría "D", esta tecnología permite operar con alta seguridad en todos los aeropuertos bolivianos.[cita requerida]

## Tripulación y mantenimiento
En octubre de 2013, Ecojet suscribió un acuerdo con la compañía Swiss Aviation Training a fin de que los instructores, pilotos y copilotos realicen, semestralmente, entrenamientos y pruebas de habilidad en todo tipo de circunstancias. 
Por su parte, el personal técnico ha sido capacitado y certificado por Swiss Aviation Training para realizar el mantenimiento de las aeronaves inglesas AVRO RJ85, personal que también se encuentra habilitado por la DGAC de Bolivia.
Cuenta con un servicio de mantenimiento de tecnología, auditado y verificado directamente de fábrica por la British Aerospace Engineering (BAE).

## Accidentes e incidentes
- El 9 de marzo de 2015, un Avro RJ85 con registro CP-2814 de Ecojet tuvo un percance en el Aeropuerto de El Alto, cuando su tren derecho ingresó a una cuneta de desagüe al ser remolcada. La aeronave no sufrió daños significativos y fue reparada al día siguiente.[4]
- El 11 de octubre de 2016, un Avro RJ85 de Ecojet matriculado CP-2814 que cubría la ruta Trinidad-Riberalta sufrió un percance con una de sus llantas al aterrizar en el aeropuerto de Riberalta, Beni, ocasionando que parte del avión terminara fuera de la pista de aterrizaje. El peso de la aeronave provocó que el tren de aterrizaje se hundiera sobre el terreno dañándose. [5]
- El 14 de enero de 2020, se reportó un incidente en vuelo crucero cuando dos Avro RJ85 de Ecojet reportaron una alarma TCAS-RA (Resolution Advisory) aproximadamente en la posición DOLGI mientras estaban en la ruta La Paz-Santa Cruz. Las aeronaves involucradas fueron los vuelos 983 y 830 de Ecojet. [6]
- El 21 de junio de 2021, un Avro RJ85 de Ecojet con registro CP-2889 abortó el despegue en el Aeropuerto Jorge Wilstermann debido a una falla en el motor N°1. La tripulación salió ilesa, pero hubo un severo daño en el motor N°1. [7]
- El 30 de julio de 2021, el vuelo 303 de Ecojet, un Avro RJ85 con registro CP-2889 sufrió un severo percance mientras despegaba del Aeropuerto Internacional Viru Viru con ruta al Aeropuerto Teniente Jorge Henrich, Trinidad, cuando el motor N°3 se sobrecalentó y falló. La tripulación abortó el despegue y el avión quedó parado en la pista. Se evidenció daños en la turbina N°3 y restos de materiales sólidos desprendidos. [8]
- El 27 de agosto de 2021, un Avro RJ85 de Ecojet con registro CP-2889 abortó el despegue en el Aeropuerto Internacional Viru Viru debido a una falla en el motor N°4, el daño al motor fue grave. [9]
- El 21 de febrero de 2023, un Avro RJ85 de Ecojet con registro CP-2889 quedó parado en la pista del Aeropuerto Internacional El Alto tras el reventón de los neumáticos del tren delantero en el momento del aterrizaje.[10]